# Jan Zych (poeta)

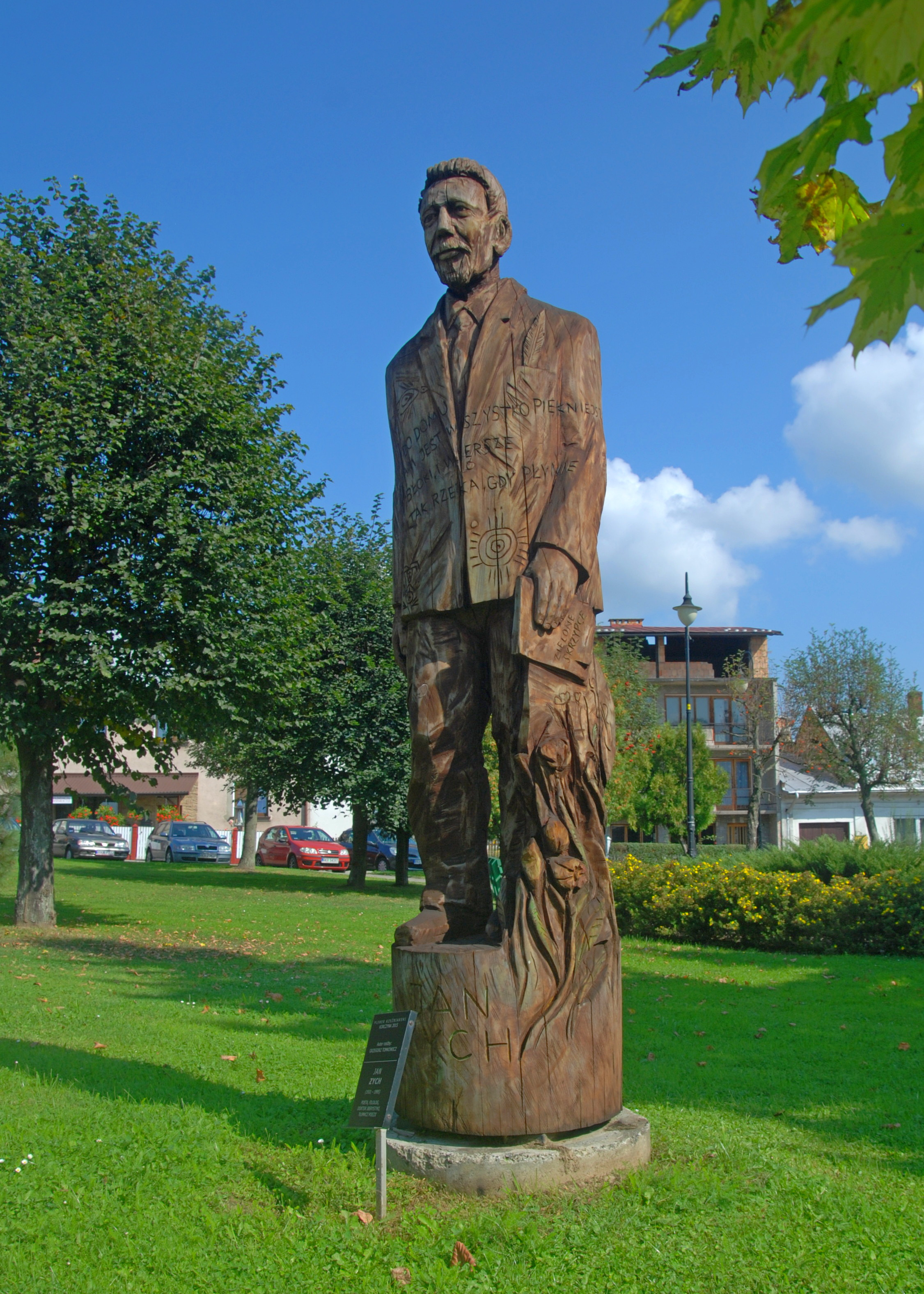
Korczyna, Jan Zych

Jan Zych (ur. 27 grudnia 1931 w Korczynie, zm. 21 sierpnia 1995 w Meksyku) – polski poeta, znawca i tłumacz literatury iberoamerykańskiej i bułgarskiej, poliglota.

## Życiorys
Ukończył filologię polską na Uniwersytecie Jagiellońskim w Krakowie, równolegle uczęszczał na kilka lektoratów językowych. Debiutował jako poeta w 1951 na łamach „Echa Tygodnia” i „Życia Literackiego”. Był długoletnim redaktorem działu poezji Wydawnictwa Literackiego. Na przełomie lat 50. i 60. XX w. związany był z grupą poetycką Muszyna. Poeta często wyjeżdżał za granicę, znał wiele języków. Przekładał na język polski poezję i prozę z języków: rosyjskiego, ukraińskiego, francuskiego, angielskiego, serbsko-chorwackiego, słowackiego, czeskiego, macedońskiego, bułgarskiego i hiszpańskiego. W połowie lat sześćdziesiątych był po raz pierwszy stypendystą uniwersytetu UNAM (Universidad Nacional Autónoma de México) w Meksyku, gdzie studiował na wydziale filozofii i literatury. Na kolejne dwa semestry studiów doktoranckich wyjechał na UNAM w połowie lat siedemdziesiątych. W 1976 obronił dysertację doktorską. Wśród jego wykładowców był m.in. pochodzący z Hiszpanii poeta León Felipe, z którym, mimo różnicy wieku, bardzo się zaprzyjaźnili. Na uniwersytecie poznał swoją przyszłą żonę, osiem lat młodszą Celię Hernández Esteves, z zawodu psychologa.
W 1976 roku przyjeżdżają do Krakowa. Zawierają ślub i zamieszkują w małym mieszkaniu na ulicy Krupniczej 22, w „Domu Literatów”. Jan Zych współpracuje przy tworzącym się od 1975 roku kierunku filologii hiszpańskiej na Wydziale Filologicznym Uniwersytetu Jagiellońskiego i przygotowuje tom „Blizny po świetle”. Składa go w Wydawnictwie Literackim w 1976 roku. Będzie to ostatni opublikowany zbiór poezji Jana Zycha. W 1977 przychodzi na świat córka Joanna.
Trudne warunki mieszkaniowe, chęć kontynuowania praktyki psychologicznej przez żonę, problemy, które w związku z przygotowywaniem kolejnego tomu przekładów poezji bułgarskiej stwarzały bułgarskie władze, i potrzeba zapewnienia powiększającej się rodzinie domu, przyczyniły się do podjęcia przez Zychów decyzji o wyjeździe na stałe do Meksyku, na początku 1978 roku.
W grudniu 1980 roku przychodzi na świat druga córka, Paulina. Przez pewien czas Jan Zych pracuje w mieście Meksyk jako wykładowca literatury polskiej na uniwersytecie UNAM i uczy w szkole polskiej przy Ambasadzie RP w Meksyku. Tłumaczy również polską poezję na język hiszpański (Czesława Miłosza, Wisławę Szymborską, Zbigniewa Herberta), a hiszpańską poezję i prozę na język polski. Jest autorem pierwszego przekładu „Myśli nieuczesanych” Stanisława Jerzego Leca na język hiszpański. Przekład ukazał się w numerze 54 czasopisma „Plural”, w dodatku numer 51, w marcu 1976 roku.
W latach osiemdziesiątych Jan Zych pisze coraz mniej własnych wierszy, dużo tłumaczy (Grzegorza Białkowskiego, Czesława Miłosza, Tadeusza Różewicza, Zbigniewa Herberta, Wisławę Szymborską). Przyjaciołom w Polsce skarży się na trudności z wydaniami dwujęzycznymi, ze względu na niedostępność w Meksyku polskich czcionek. Nawiązuje liczne kontakty z pisarzami i poetami z Ameryki Łacińskiej mieszkającymi w Meksyku. Dobrze się czuje wśród twórców, którzy mają podobne doświadczenie emigracji. Przygotowuje dla Wydawnictwa Literackiego wielką antologię poetów hiszpańskojęzycznych z Ameryki Łacińskiej, do roku 1950. Niestety Wydawnictwo Literackie wycofuje się z wcześniej podpisanej umowy, motywując swoją decyzję zbyt obszerną listą poetów, których utwory autor chciał umieścić w antologii.
Jan Zych przez kilka ostatnich lat życia leczył się onkologicznie. Kolejne operacje, naświetlania i chemioterapie wyczerpywały jego siły. Ostatnim większym zbiorem w tłumaczeniu Jana Zycha są szkice literackie „Labirynt samotności Octavia Paza, laureata Nagrody Nobla w dziedzinie literatury w 1990 roku, który Wydawnictwo Literackie wydaje w 1991 roku.
Jan Zych zmarł w mieście Meksyk 21 sierpnia 1995 roku. Jego prochy zostały złożone w miejscowości Tlayacapan, pod drzewem plumerii, zgodnie z życzeniem poety wyrażonym w wierszach, bez epitafium.

## Twórczość – tomiki poezji
- 1955 – Zielone skrzypce
- 1961 – Wędrująca granica
- 1965 – Układ serdeczny
- 1972 – Pochwała kolibra
- 1975 – Wybór wierszy
- 1978 – Blizny po świetle

## Zych w piosenkach
- 2006: Grzegorz Turnau Historia pewnej podróży
- Marek Grechuta Kantata
- Marek Grechuta Gdziekolwiek
- U Studni (słowa: Adam Ziemianin) Zychowo na Krupniczej